# Centrum Dziedzictwa Przyrodniczego i Kulturowego Jury
Centrum Dziedzictwa Przyrodniczego i Kulturowego Jury, česky lze přeložit jako Centrum přírodního a kulturního dědictví Jury, se nachází v Podlesicích ve gmině Kroczyce v okrese Zawiercie ve Slezském vojvodství v jižním Polsku. Je to komplex několika budov, muzeum, informační centrum, horolezecké středisko, vzdělávací zařízení, prodejna, pokladna pro zaplacení vstupného a parkoviště pro automobily centra krajinného parku Park Krajobrazowy Orlich Gniazd. Místo se také zároveň nachází v chráněné oblasti sítě Natura 2000 Ostoja Kroczycka.

## Práce centra
Centrum se také zaměřuje na ochranu přírodního dědictví okolních vápencových skal a krasových útvarů Skały Kroczyckie (s asi nejpopulárnější místní horou Góra Zborów v přírodní rezervaci Góra Zborów) a Skały Podlesickie. Kromě hlídkování, služeb, usměrňování turistického ruchu, vědecké činnosti, prodeje suvenýrů a turistických potřeb, nabídky občerstvení, jídel regionální kuchyně, údržby turistických tras a turistických přístřešků se zabývá činnostmi, které přispívají k zachování specifické biodiverzity Wyżyny Częstochowske (Čenstochovské jury). Pro zachování biodiverzity je totiž nutné plánované odstraňování náletových dřevin z vybraných slunných skalních hřebenů a regulace pastvy hospodářských zvířat atp. 
V centru se také platí vstupné do přírodní rezervace Góra Zborów a do jediné místní přístupné jeskyně Jaskinia Głęboka. U centra začíná okružní naučná stezka Ścieżka Przyrodnicza Rezerwat Przyrody Góra Zborów a vedou sem také další turistické trasy a cyklistické trasy. 
V muzeu jsou expozice zaměřené především na entomologii, paleontologii, archeologii, mineralogii a je možné zhlédnout interaktivní model oblasti Góra Zborów a jejího okolí, filmy. Občas se tu organizují workshopy, sympozia aj.

## Další informace
Centrum, které je dřevěnou stavbou s prvky místního tradičního stavitelství, má bezbariérový přístup a nachází se u silnice č. 792 z Kroczyc do Żarek (mezi skalními útvary Skały Kroczyckie a Skały Podlesickie).